# Malancourt
Malancourt is een gemeente in het Franse departement Meuse in de regio Grand Est en telt 84 inwoners (2009).
De plaats maakt deel uit van het kanton Clermont-en-Argonne in het arrondissement Verdun. Voor maart 2015 was het deel van het kanton Varennes-en-Argonne, dat op toen werd opgeheven.

## Geschiedenis
In het bos van Melancourt werd tijdens de Eerste Wereldoorlog in februari 1915 door het Duitse leger voor het eerst een vlammenwerper als wapen ingezet.
Op 21 februari 1916 waren de Duitsers de slag om Verdun op de oostelijke Maasoever begonnen en op 6 maart werd het offensief uitgebreid naar de westelijke oever en de grondgebied van de gemeente werd ingenomen maar ten zuiden van de gemeente werd nog hevig gevochten om de strategische heuvel Côte 304. Deze werd uiteindelijk ingenomen maar de Duitsers bereikte op 24 mei de meest zuidelijke lijn die ze in dit gebied tijdens de slag en de gehele oorlog zouden bereiken. De gemeente werd uiteindelijk pas in september 1918 door de Fransen heroverd.

## Geografie
De oppervlakte van Malancourt bedraagt 16,5 km², de bevolkingsdichtheid is dus 5,1 inwoners per km².
De onderstaande kaart toont de ligging van Malancourt met de belangrijkste infrastructuur en aangrenzende gemeenten.

## Demografie
Onderstaande figuur toont het verloop van het inwonertal (bron: INSEE-tellingen).